# El Inquilino comunista
El inquilino comunista es una banda de indie rock española procedente de Guecho (Vizcaya) considerada pionera de este estilo musical en España junto a Los Planetas o Penelope Trip. Su estilo fue a menudo denominado noise-pop y en su comienzo la línea a seguir fue la de bandas precursoras también del llamado Getxo Sound como Los Clavos y Cancer Moon. Pero sus influencias más importantes fueron bandas de la escena estadounidense de los últimos 80 y primeros 90 como Pixies, Sonic Youth, Pavement o Dinosaur Jr, además de Velvet Underground. 

## Trayectoria
Ajenos a la industria musical y más dispuestos a divertirse emulando a sus ídolos que a agradar a un gran público, el cuarteto cantaba en inglés a pesar de su bautizo (el nombre hace referencia a la menstruación) y, como los citados referentes, basó su música en la melodía y en una distorsión que fue puliéndose en su corta evolución.
En palabras de Javier Letamendia -batería- El inquilino comunista se formó en 1991. En el año 1992 junto con los hermanos Álvaro Real -guitarra y voz- y Santi Real -guitarra y voz- y Juan Losada -bajo-, firmaron con la independiente Radiation y lanzan el siete pulgadas Extended Play. Esta grabación inicial estableció las bases sonoras del grupo con un sonido marcado por el rock alternativo americano de los años 90.  Un año después debutaron en formato largo con El Inquilino Comunista (Radiation, 1993) convirtiéndose en uno de los primeros grupos independientes con repercusión entre la prensa especializada. El disco se grabó en Le Chalet, Burdeos (Francia) y fue producido por el propio grupo con la ayuda de Thierry Duvigneu en la subproducción. El éxito llegó con Bluff (Everlasting, 95).  El disco fue grabado en los estudios Black Box (Francia) con Ian Burgess y Peter Deimel en agosto de 1994 y se convirtió en uno de los mejores discos de indie-noise español. Discasto (Everlasting, 1996) fue el último trabajo publicado por el grupo.
Como curiosidad, su canción Lucy formó parte de la banda sonora de la película Salto al vacío de Daniel Calparsoro (1995) durante una escena en la que aparece la protagonista Najwa Nimri.
En 2006 y tras la publicación de una caja recopilatoria Dogbox, volvieron a subir a un escenario para una fiesta aniversario de un sello discográfico en un concierto doble en Madrid y Barcelona junto a Devendra Banhart y más tarde para participar en la primera edición del Bilbao Live Festival, donde retomaron el contacto con su público de su localidad y alrededores. EN septiembre de 2007 ofrecieron otro par de conciertos, en Bilbao y Barcelona, esta última dentro de la programación del BAM. A finales de ese mismo año, actuaron en el festival Donostikluba de San Sebastián.
Javier Letamendía es el único componente del grupo que continúa de forma activa en el mundo de la música como batería de We Are Standard, banda de Guecho formada en 2002 que, según ellos mismos, hacen post-punk, punk-funk, neofunk o dance rock y en la que caben referencias de todo tipo, Joy Division, Out Hud, Spacemen 3, The Rapture, Death in Vegas, los Stooges o los Happy Mondays.
En la actualidad encontramos grupos como Triángulo de Amor Bizarro que los nombran como una de sus influencias.

## Miembros del grupo
- Álvaro Real
- Javier Letamendia, batería.
- Juan Losada
- Ricardo Andrade
- Ricardo Zamanillo
- Santi Real.

## Discografía
1. "El Inquilino Comunista" (Radiation, 1993).
2. "Bluff" (Radiation, 1995).
3. "Discasto" (Radiation, 1996).
4. "Dogbox" (Everlasting, 2005). Caja recopilatoria

## EP
1. Extended play (sencillo en doble vinilo de 7”, 1992) Radiation Records
2. Trash EP (CD-EP, 1994) Factory
3. Test (CD-EP, 1994) Radiation Records
4. Radio C.D. (CD-EP, 1995) Radiation Records